# Phoenix Motorcars

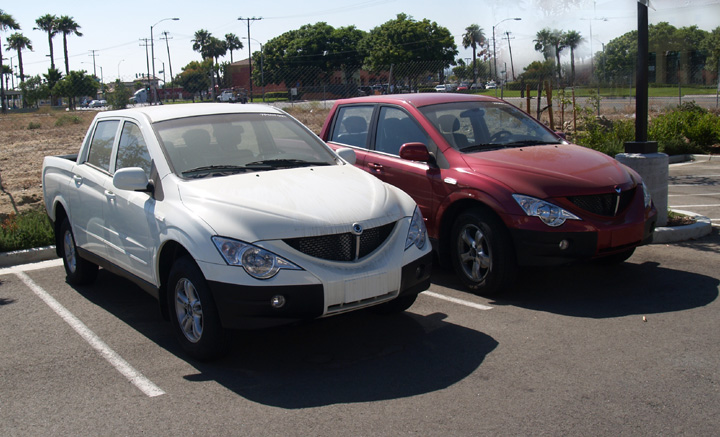
Phoenix SUT

Phoenix Motorcars – amerykański producent elektrycznych samochodów osobowych i ciężarowych z siedzibą w Ontario działający od 2003 roku. Należy do chińskiego przedsiębiorstwa SPI Energy.

## Historia
Przedsiębiorstwo Phoenix Motorcars założone zostało w 2003 roku w amerykańskim mieście Ontario w stanie Kalifornia, za cel obierając rozwój samochodów o napędzie w pełni elektrycznym. W celu budowy pierwszego samochodu firmy Phoenix nawiązano współpracę z południowokoreańskim SsangYong Motor, wykorzystując jego SUV-a Actyon i pickupa Actyon Sports do opracowania na ich bazie elektrycznych odpowiedników. Samochody zadebiutowały w 2007 roku pod nazwą Phoenix SUV i Phoenix SUT, powstając jednak tylko w serii próbnych prototypów i nie trafiając do seryjnej produkcji pomimo pierwotnie istniejących planów.
Niepowodzenie związane z próbą wdrożenia modeli SUV i SUT do produkcji pokryły się z brakiem środków na funkcjonowanie, zmuszając Phoenix Motorcars do restrukturyzacji w latach 2008-2010. Inwestorem zostałao początkowo AES Corporation z branży energetycznej AES Corporation oraz Al Yousuf LLC z Dubaju, by ostatecznie stać się podmiotem w pełni należącym do emirackiej firmy. W 2010 roku zdecydowano się zarzucić dotychczasowe plany modelowe, koncentrując się na nowej koncepcji w pełni elektrycznych niewielkich autobusów i samochodów ciężarowych Phoenix Zeus opartych na ciężarowych wariantach Forda E-Series. W 2020 roku z rąk emirackiego Al Yousuf Phoenix Motorcars zostało przejęte przez chiński startup SPI Energy.

## Modele samochodów

### Obecnie produkowane
- Zeus

### Historyczne
- SUV (2007–2008)
- SUT (2007–2008)